# Schottenpomp

Schematische voorstelling Schottenpomp
1. pomphuis
2. rotor
3. schotten
4. veer

Schottenpompen zijn pompen die in een hydraulisch systeem worden gebruikt voor de middendrukken (tot 180 bar). De pompen hebben een redelijk rendement, kunnen tot redelijk hoge drukken worden gebruikt en zijn qua aanschaf en onderhoud gunstig. Dit plaatst de pompen qua gebruikseigenschappen tussen de tandwielpompen en de plunjerpompen. Ze werden uitgevonden door Charles C. Barnes (Sackville, New Brunswick) en gepatenteerd op 16 juni 1874.

De aangedreven rotor van de pomp is excentrisch geplaatst in het huis. In de rotor zijn schotten geplaatst, die door veren en/of centrifugale krachten naar buiten worden gedrukt tegen de "stator", het huis. Er worden dus telkens kamers gevormd tussen de rotor, de stator en 2 schotten. Deze kamers worden tijdens het roteren groter en kleiner en verpompen op deze wijze de hydraulische vloeistof. In de afbeelding worden in feite slechts 2 schotten getoond. In werkelijkheid zullen er in een schottenpomp veel meer schotten zitten.